# 滝晃太朗
滝 晃太朗（たき こうたろう、1984年10月14日 - ）は、日本の俳優。京都府出身。旧芸名は山崎 晃太。

## 人物・略歴
両親、3人兄妹の5人家族で長男。愛猫家で自身もスコティッシュフォールドの雌を飼っていた（2023年3月没）。
2003年から2014年までヴィジュアル系バンドのボーカルとして活動していた。その後俳優に転身。2014年、マリエ・エンタープライズに所属、2020年に退所。2022年よりシュビドゥバーに所属、2024年10月に退所。
「2歳から特撮のファン」と公言しており、スーパー戦隊シリーズのオーディションの参加を機に2022年に放送された第46作目『暴太郎戦隊ドンブラザーズ』にセミレギュラーとして出演。「役者になったからには特撮作品に出る」という目標を叶えた。同作品では怪人「ヒトツ鬼・大鬼」にも変身した。
特技はものまね。レパートリーに藤岡弘、、草彅剛、櫻井孝宏演ずるアニメキャラ、星のカービィなどがある。

## 出演

### テレビドラマ
- カエルの王女さま 第8話（2012年5月31日、フジテレビ）
- スーパー戦隊シリーズ（テレビ朝日） 
  - 暴太郎戦隊ドンブラザーズ（2022年3月13日 - 2023年2月26日） - 山田部長 役[1][注釈 1]
  - 爆上戦隊ブンブンジャー 第36話（2024年11月10日） - 店長 役[2]
- ドゲンジャーズシリーズ（KBCテレビ） - 警察庁長官・波佐間唯人 役
  - ドゲンジャーズ メトロポリス（2023年4月9日 - 6月25日）
  - シン・ドゲンジャーズ 第5話（2024年8月11日）
- 相棒 season22 第7話（2023年11月29日、テレビ朝日）- 音響スタッフ 役

### 映画
- 新宿スワン（2015年）
- バイオレンスアクション（2022年）※声のみの出演
- TURNING POINT2（2022年） - 宇野恭一 役
- 満天の星の下で（2025年） - まもる 役[3]

### 配信ドラマ
- 龍が如く〜Beyond the Game〜（2024年10月25日、Amazon Prime Video）

### オリジナルビデオ
- 暴太郎戦隊ドンブラザーズVSゼンカイジャー（2023年9月27日、東映ビデオ） - 山田部長 役

### テレビ番組
- 解決!ナイナイアンサー（2016年、日本テレビ）
- 有名人ギャップ大賞（2016年、フジテレビ）
- 世界に誇る50人の日本人 成功の遺伝史（2018年、日本テレビ）
- 2020スタジアム（2020年、NHK総合）
- 奇跡体験!アンビリバボー（2024年8月21日、フジテレビ）

### 舞台
- 走らないメロスたち（2015年2月24日 - 3月1日、TACCS1179、脚本・演出：青田ひでき）
- 猫に訊け！（2016年3月1日 - 6日、TACCS1179、脚本・演出：青田ひでき）
- 春なんか来なけりゃいいのに（2017年4月4日 - 9日、シアター711、脚本・演出：青田ひでき）
- センチメンタル・ソファー（2018年2月27日 - 3月4日、シアター711、脚本・演出：青田ひでき）
- ラン・フォー・ユア・ワイフ（2019年4月10日 - 15日、新宿シアターブラッツ、演出：野村架織）

### CM
- 三井住友カード（2014年）
- コロプラ「白猫プロジェクト」（2016年）
- NTTドコモ（2016年）
- NTTドコモ「ドコモ口座」（2017年）
- サントリービール「ザ・プレミアム・モルツ」（2020年）

### ラジオ
- ハッピーゴーラッキーいなまる（2018年 - 2020年、レインボータウンFM） - レギュラーパーソナリティ
- タカハシシンノスケ鈴木浩文はラジオがやりたい。（2024年10月14日、ラジオ日本）